# Бедашкув-Мали
Бедашкув-Мали (пол. Biedaszków Mały) — село в Польщі, у гміні Тшебниця Тшебницького повіту Нижньосілезького воєводства.
Населення — 120 осіб (2011).
У 1975-1998 роках село належало до Вроцлавського воєводства.

## Демографія
Демографічна структура станом на 31 березня 2011 року:
|          | Загалом | Допрацездатний вік | Працездатний вік | Постпрацездатний вік |
| -------- | ------- | ------------------ | ---------------- | -------------------- |
| Чоловіки | 62      | 10                 | 47               | 5                    |
| Жінки    | 58      | 11                 | 35               | 12                   |
| Разом    | 120     | 21                 | 82               | 17                   |